# David Aspnes
David Erik Aspnes (* 1. Mai 1939 in Madison, Wisconsin) ist ein US-amerikanischer Physiker.
Er studierte an der University of Wisconsin–Madison mit dem Bachelor-Abschluss 1960 und dem Master-Abschluss 1961 und wurde 1965 an der University of Illinois at Urbana-Champaign promoviert. Als Post-Doktorand war er an der University of Illinois und an der Brown University. Ab 1967 war er bei den Bell Laboratories und deren Nachfolger Bellcore, wo er die Abteilung Grenzflächenphysik leitete. 1992 wurde er Professor für Physik an der North Carolina State University.
Er befasst sich mit optischer Spektroskopie und Physik von Halbleitern und Oberflächen. Er entwickelte die Methode der low field electroreflectance für hochaufgelöste Spektroskopie von Halbleitern und Bestimmung von deren Bandstruktur, spektroskopische Ellipsometrie zum Studium zum Beispiel von dünnen Filmen und Oberflächen und Reflektanz-Differenz-Spektroskopie für Echtzeitanalyse von Epitaxie.
1987 erhielt er den R. W. Wood Prize, 1996 den Frank Isakson Prize für seine kreativen Anwendungen experimenteller und theoretischer Methoden zum Studium der optischen Eigenschaften dünner Filme, von Oberflächen und Grenzflächen und speziell für elektrische Feld-Modulation, spektroskopische Ellipsometrie und dynamische Kontrolle von Epitaxie und 1997 den Max-Planck-Forschungspreis. Er ist Fellow der American Physical Society und der Optical Society of America. 1998 wurde er Mitglied der National Academy of Sciences und 2002 der American Association for the Advancement of Science. Er erhielt 1976 einen Alexander von Humboldt Senior Scientist Award und 1998 den Medard W. Welch Award.
Er ist der Vater von James Aspnes, der Informatik-Professor an der Yale University ist.